# Aziatisch kampioenschap voetbal onder 17 - 2023
Het Aziatisch kampioenschap voetbal onder 17 van 2023 wordt de 19e editie van dit voetbaltoernooi. Het toernooi wordt georganiseerd door de Aziatische voetbalbond (AFC) en is bedoeld voor spelers onder de 17 jaar. Voor het eerst sinds 2006 is het toernooi weer voor spelers van de 17, in de jaren daarna was het toernooi voor spelers onder 16. Aan het toernooi doen 16 landen mee. 
Op 25 januari 2021 kondigde de AFC aan dat Bahrein gastland wordt. Bahrein besloot zich op 16 juni 2022 echter terug te trekken als gastland. Op 23 december 2022 werd Thailand aangewezen als nieuw gastland, dit moet nog wel worden goedgekeurd door de  Uitvoerende comité van de AFC.
Dit toernooi bepaalt ook wel landen mogen deelnemen aan het wereldkampioenschap voetbal onder 17 van 2023. De vier beste landen kwalificeren zich voor dat toernooi.

## Gekwalificeerde landen
| Team          | Kwalificatie        | Aantal deelnames |
| ------------- | ------------------- | ---------------- |
| Japan         | winnaar groep A     | 16e              |
| Maleisië      | winnaar groep B     | 6e               |
| Qatar         | winnaar groep C     | 11e              |
| Saoedi-Arabië | winnaar groep D     | 11e              |
| Jemen         | winnaar groep E     | 6e               |
| Vietnam       | winnaar groep F     | 8e               |
| Australië     | winnaar groep G     | 7e               |
| Tadzjikistan  | winnaar groep H     | 4e               |
| Iran          | winnaar groep I     | 12e              |
| Oezbekistan   | winnaar groep J     | 10e              |
| China         | zes beste nummers 2 | 15e              |
| Afghanistan   | zes beste nummers 2 | 2e               |
| Zuid-Korea    | zes beste nummers 2 | 15e              |
| India         | zes beste nummers 2 | 9e               |
| Laos          | zes beste nummers 2 | 3e               |
| Thailand      | zes beste nummers 2 | 12e              |